# Rotterdamsche Droogdok Maatschappij

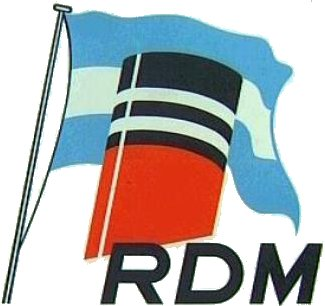
Logo der RDM

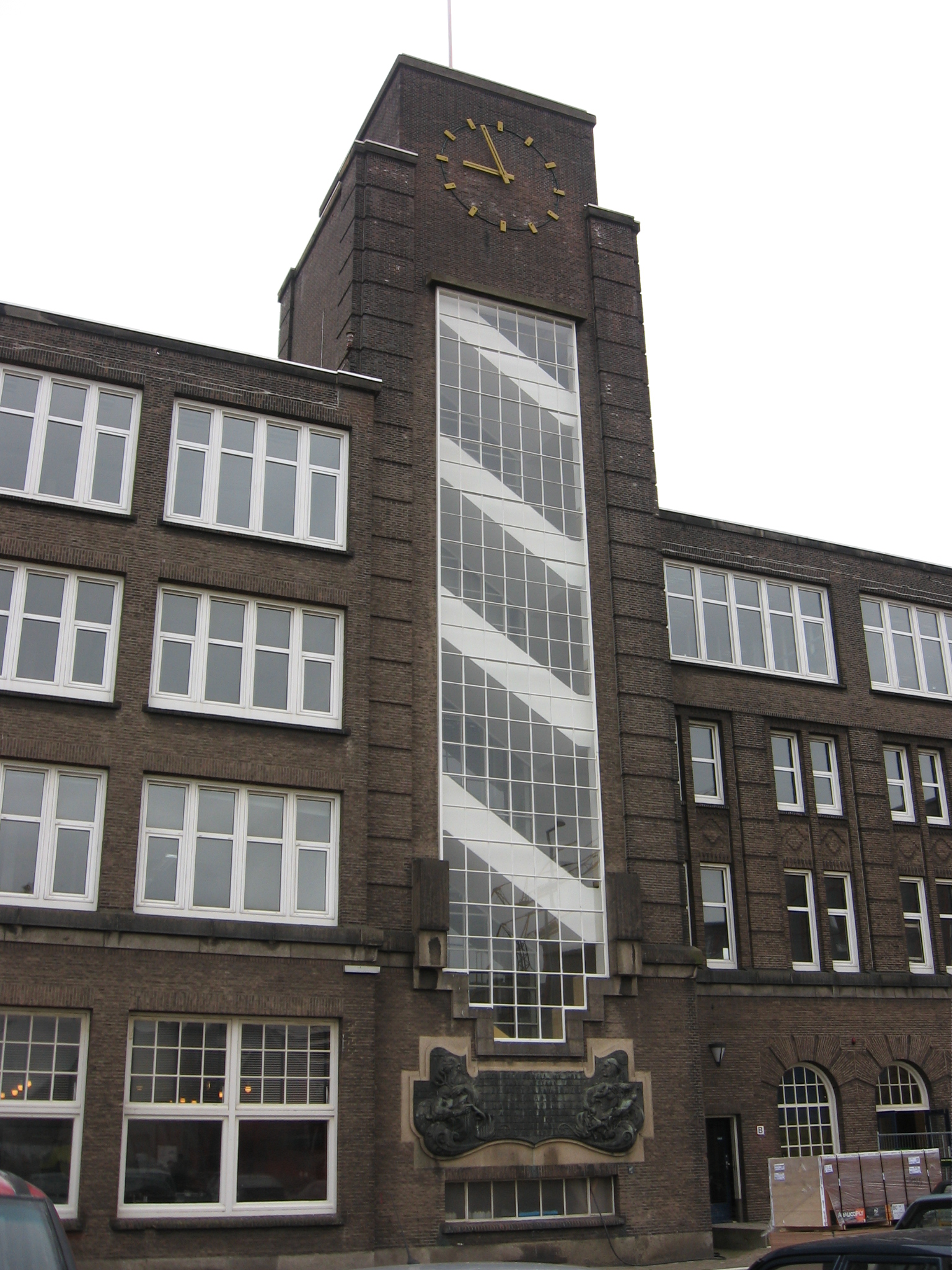
Verwaltungsgebäude der RDM

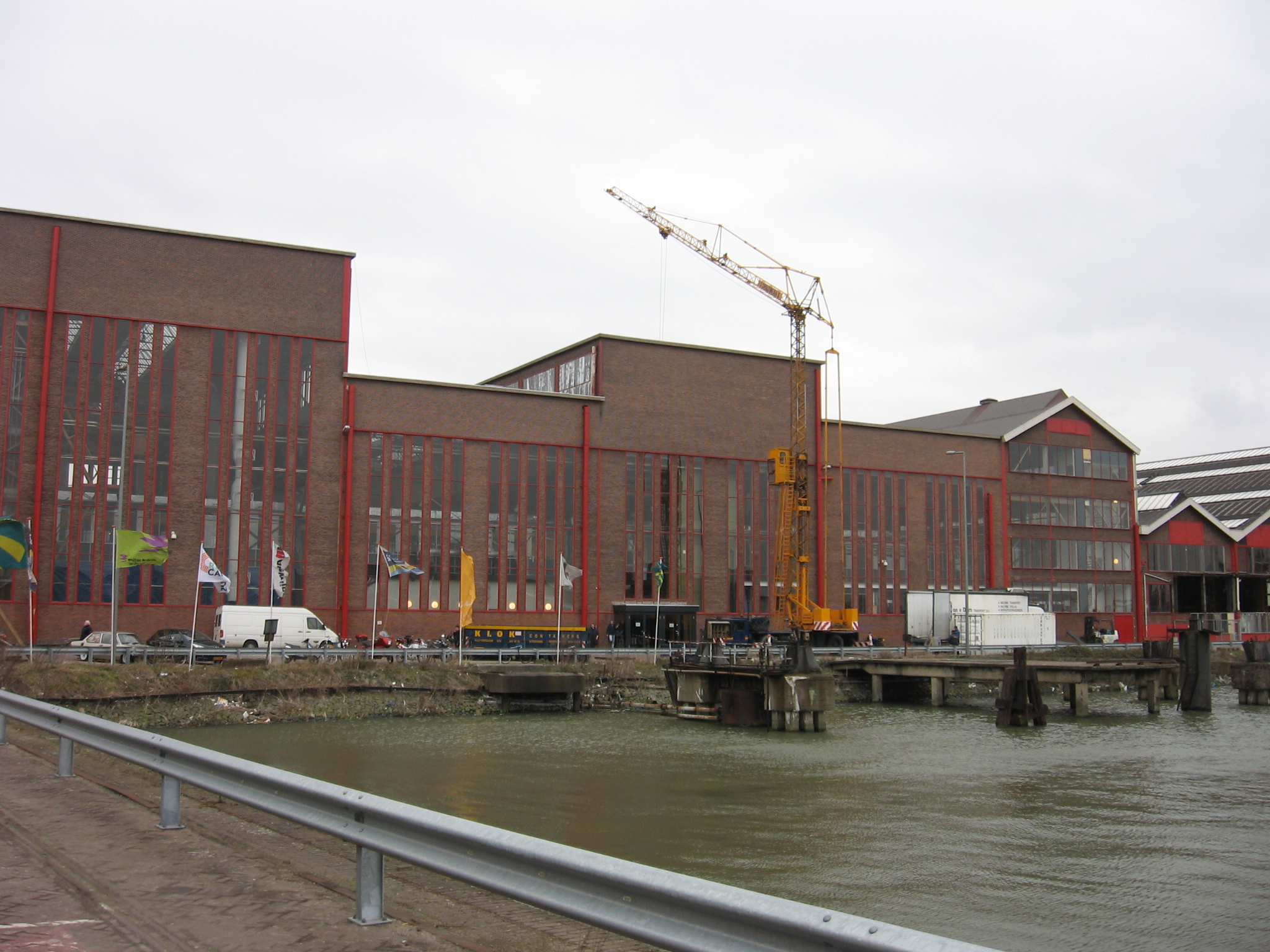
RDM

Die niederländische Schiffswerft Rotterdamsche Droogdok Maatschappij NV (RDM) bestand von 1902 bis 1996. Das Rotterdamer Unternehmen betrieb Schiffbau und Maschinenbau mit Schwerpunkt Schiffsreparatur. 'Droogdok' ist der niederländische Begriff für Trockendock; NV siehe Naamloze vennootschap (Bezeichnung für eine Aktiengesellschaft (AG) nach niederländischem Recht); Maatschappij ist der nl. Begriff für ‚Unternehmen‘, ‚Gesellschaft‘.

## Geschichte
Die Wurzeln der RDM gehen auf die 1856 vom schottischen Schiffbauer Duncan Christie im Rotterdamer Delfshaven (heute ein Museumshafen) gegründete Werft Maatschappij „De Maas“ zurück. Zu Beginn des 20. Jahrhunderts musste der Platz am Delfshaven geräumt werden und am 23. Januar 1902 wurde die Rotterdamsche Droogdok Maatschappij in Heijplaat am Südufer der Maas gegründet.
Zunächst konzentrierte sich das Unternehmen auf Schiffsreparaturen; 1905 nahm man den ersten Neubauauftrag an. Am 14. Januar 1925 übernahm man die 1914 am gegenüberliegenden Nordufer in Schiedam gegründete Scheepsbouw Maatschappij Nieuwe Waterweg; man führte diese als selbständiges Unternehmen weiter. Diese Anordnung mit zwei Betriebssitzen behielt die RDM bis zur Schließung des Betriebes am Nieuwe Waterweg im Jahr 1978 bei. 1938 erwarb die RDM gemeinsam mit der Nachbarwerft Wilton-Fijenoord den Mitbewerber Machinefabriek en Scheepswerf van P. Smit Jr. vom Rotterdamer Geschäftsmann D.G. van Beuningen. Auch diese Werft wurde als selbständiges Unternehmen weitergeführt.
Am 4. März 1966 fusionierte die RDM mit der Werft Koninklijke Maatschappij De Schelde (KMS) und der Motorenfabriek Thomassen zur Rijn-Schelde Machinefabrieken en Scheepswerven (RSMS). Auf Druck der Regierung schloss sich die in finanzielle Schieflage geratene Verolme Verenigde Scheepswerven (VVSW) aus Rotterdam zum 1. Januar 1971 der Gruppe an, die daraufhin als Rijn-Schelde-Verolme Machinefabrieken en Scheepswerven (RSV) firmierte.
In den 1970er und 1980er Jahren baute das Unternehmen 21 Reaktordruckbehälter. 
Im August 2012 wurde bekannt, dass mögliche Risse im Reaktordruckbehälter eines Reaktors im Kernkraftwerk Doel (Belgien, bei Antwerpen) entdeckt worden waren. Ein Artikel in der französischen Tageszeitung Le Monde am 8. August 2012 machte dies bekannt. Untersuchungen in der Folge zeigten jedoch, dass es sich um fertigungsbedingte Wasserstoff-Einschlüsse handelte, die keinen Veränderungen während des Betriebs unterlagen.
Weitere gefertigte Behälter sind unter anderem in Ringhals 2 (Schweden), Kernkraftwerk Borssele (Niederlande) sowie Kernkraftwerk Leibstadt und Kernkraftwerk Mühleberg (beide Schweiz).
Am 6. April 1983 ging RSV und mit ihr die RDM in Konkurs. Nach weiteren Neugründungen und Konkursen von Nachfolgeunternehmen wurde das Werftgelände schließlich von der Gemeente Rotterdam übernommen. Seit Februar 2009 befindet sich der RDM-Campus der Hogeschool Rotterdam auf dem Gelände.

## Reaktordruckbehälter
- Kernkraftwerk Dodewaard (Niederlande, 1997 stillgelegt)
- Kernkraftwerk Borssele (Niederlande, aktiv)
- Kernkraftwerk Santa María de Garoña (Spanien, 2012 stillgelegt)
- Kernkraftwerk Cofrentes (Spanien, aktiv), bauähnlich mit dem
- KKW Leibstadt (Schweiz, aktiv)
- KKW Mühlberg (Schweiz, stillgelegt seit 12/2019)
- Ringhals 2 (Schweden, 2019 stillgelegt)

- USA:  Kernkraftwerke Catawba-1, McGuire-2, North Anna-1 & 2, Quad Cities-2 (teilweise), Sequoyah 1 & 2, Surry-1, Surry-2, Watts Bar-1[3]

Die Reaktordruckbehälter von Brunsbüttel (stillgelegt) und
Philippsburg 1 (stillgelegt) wurden zwar von RDM gebaut, aber mit Stahl eines anderen Lieferanten (Japan Steel Works) als die mit Wasserstoffflocken durchsetzten RDBs von Tihange-2 und Doel-3.

## Bekannte Schiffe der Werft (Auswahl)
| Baunummer | Name               | Baujahr | Schiffstyp      | Auftraggeber                                                              |
| --------- | ------------------ | ------- | --------------- | ------------------------------------------------------------------------- |
| 138       | Simon Bolivar      | 1927    | Passagierschiff | Koninklijke Nederlandsche Stoomboot Maatschappij                          |
| 200       | Nieuw Amsterdam    | 1938    | Passagierschiff | Holland Amerika Lijn                                                      |
| 208       | ZH 1               | 1939    | Zerstörer       | ex Gerard Callenburgh der niederländischen Marine, 1940 unfertig erbeutet |
| 222       | Tero               | 1949    | Stückgutschiff  | Maatschappij Vrachtvaart                                                  |
| 242       | Krischan der Große | 1941    | Flakträger      | deutsche Luftwaffe                                                        |
| 269       | Ampenan            | 1951    | Stückgutschiff  | Koninklijke Rotterdamsche Lloyd                                           |
| 279       | Arca               | 1959    | Öltanker        | Shell Tankers                                                             |
| 284       | Van Linschoten     | 1953    | Stückgutschiff  | Nederlandsche Tank- en Paketvaart Maatschappij                            |
| 285       | Katelysia          | 1954    | Öltanker        | Shell Tankers                                                             |
| 287       | Westertoren        | 1954    | Öltanker        | Nederlandsche Tank- en Paketvaart Maatschappij                            |
| 289       | Kabylia            | 1955    | Öltanker        | Shell Tankers                                                             |
| 294       | Maas Lloyd         | 1956    | Stückgutschiff  | Koninklijke Rotterdamsche Lloyd                                           |
| 299       | Onoba              | 1962    | Öltanker        | Shell Tankers                                                             |
| 300       | Rotterdam          | 1959    | Passagierschiff | Holland Amerika Lijn                                                      |
| 330       | Sea-Land McLean    | 1972    | Containerschiff | Sea-Land Corporation                                                      |
| 331       | Sea-Land Exchange  | 1973    | Containerschiff | Sea-Land Corporation                                                      |
| 332       | Sea-Land Resource  | 1973    | Containerschiff | Sea-Land Corporation                                                      |